# カルディナルアーク 〜混沌の封札〜
『カルディナルアーク 〜混沌の封札〜』は、日本で2003年8月にアイディアファクトリーより発売されたPlayStation 2用ゲームソフト。同社の筆頭ブランドであるアイエフネバーランドシリーズの内の一作である。

## 概要
「戦略ボードカードゲーム」と銘打たれた、ウォー･シミュレーション型ボードゲームとトレーディングカードゲームの要素を融合させた作品。主人公ガラハドがスペクトラルカードと呼ばれるカードを集めながら邪神ヘルガイアの封印を目指すストーリーモードと、他のプレイヤーやCOMと任意に勝負できる対戦モードから成る。
プレイヤーキャラクターはドミネーターと呼ばれるカード使いとなり、対戦相手となるもう一人のドミネーターとボード上で勝敗を競う。多種多様な能力を備えたカードを駆使し、相手ドミネーターを撃破するのがゲームの目的である。片方の陣営は青、もう片方の陣営は赤をシンボルカラーとし、それぞれの陣営を「軍」と呼ぶ。勝負の進行はターン制。ターンの流れは各種カードを使用する「カードフェイズ」と、それに続く行動段階である「アクションフェイズ」の二つに分かれている。
ゲーム性としては、ランダム要素の少なさが特徴。攻撃は常に、絶対に命中するか絶対に命中しないかのどちらかであり、敵を即死させる魔法は絶対に死ぬか絶対に死なないかのどちらかであるといった具合。ある行動に対する結果の成否が確率の要素（例えばダイス等）によって判定されることはなく、プレイヤーが適切な判断を下す限り、行動に対して何の効果も得られない｢ハズレ｣や「失敗」は発生しない。

## カード
本作に登場する全206種類のスペクトラルカードは、その用途や特性からユニットカード・スペルカード・ベースカードの三系統に区分されており、六段階あるレアリティによって格付けされている。
カードの使用には例外なく「コスト」と呼ばれる代価が必要になり、コストとは別に第二の代価として「ソウル」という要素も存在する。詳しくは#ソウルの項を参照。
「ユニット」とは、ドミネーターと、カードによってボード上に召喚・配置されるもの全てを合わせた総称。ゲーム中でカード効果の説明文に用いられる「ユニット」という語は、ユニットカードに属するものだけではなくドミネーターやベースカードも合わせて示している。「ユニット」と「ユニットカード」を混同しないよう、注意が必要である。
スペルカードの中には、封神札（ほうしんさつ）と呼ばれる特別なものが全部で六枚存在し、これらはストーリーにも大きく関わることになる。詳しい解説は#封神札を参照。
なお、本作のマニュアルではドミネーターもカードの一種として記載されているが、実質的にはドミネーターはカードではないと理解してしまって差し支えない。あくまでドミネーターの情報がユニットカードと同じ形式で画面上に表示されるだけである。ドミネーターについては#ドミネーターの項で解説する。

### ユニットカード
ドミネーターの手足となって共に戦い、使役されるものをボード上に召喚するカード。
ユニットカード（とドミネーター）が持つ個々の性質・性能を決めるのは、基本能力と特殊能力である。基本能力は全てのユニットカード（とドミネーター）に設定されているが、特殊能力はそれを持つカードと持たないカードとがある。
三つの系統の中で最も数が多く、全206種類中122種類を占める。

#### 基本能力
基本能力は以下のような能力値の集まりであり、HP・AP・DFの三つは、主にユニット同士の戦闘に関わる数値である。
この他に「属性」というものがあるが、これに関しては#属性の項を参照。
HP
そのユニットの耐久力。ヒットポイント。ユニット同士の戦闘やスペルカードによる攻撃等で、この数値が0になると、そのカードはボード上から消える。詳しくは#ユニットの項も参照。
全てのユニットカードはこの数値が一桁であり、HPが1しかないカードも珍しくはない。
最大HPを増減させる効果を持つカードは存在しない。
AP
ユニットの攻撃力。この数値が高いほど、相手ユニットのHPを多く減らすことができるが、APが0のカードも存在する。
APはスペル等で増減が可能。減少した場合、0を通り越してマイナスの値になることはない。
DF
ユニットの防御力。戦闘時に相手ユニットから受けるダメージを、その数値分だけ軽減する。大半の(厳密には全ての)ユニットはこの数値が0であるが、特殊能力「防御スキル」を持っていればプラス1ポイント、「鉄壁」を持っていればプラス2ポイントの加算がある。
戦闘時、この数値が相手のAPを上回っていれば、そのユニットはダメージを受けない。ただし、スペルとアクティブ系特殊能力によるダメージは軽減できない。また、特殊能力「貫通」を所持しているユニットは、戦闘時に相手ユニットのDFを無視してダメージを与えることができる。
DFは厳密には基本能力ではなく、特殊能力の範疇に含まれる。しかし画面上ではHPやAPと並べて表示されることが多いので便宜上ここに記す。
DFはスペル等で増減が可能。減少した場合、0を通り越してマイナスの値になることはない。
移動力
そのユニットが、一ターンの間にボード上を最大で何マス移動できるかを示す数値。
標準的な数字は移動力３。最も多いユニットは移動力５。移動力が2以下のユニットカードは、他の基本能力値や特殊能力で優遇される傾向にある。
移動力はスペルによって増加が可能。減少させることも可能だが、1よりも低くなることはない。

#### 特殊能力
ドミネーター及びユニットカードは、その多くが特殊能力を備えている。特殊能力にはアクティブとパッシブの二種類があり、一体のユニットが最大で三つの特殊能力を持つ。
アクティブ
ユニットの行動時、敵軍ユニットに戦闘を仕掛ける代わりに使うことができる特殊行動。使用にはコストが必要となり、一部はコストに加えてソウルも必要となる。
ユニットのHPを削るもの、補助的なもの等、その効果は様々。似た、もしくは全く同じ効果のスペルが存在するものもある。
画面上のカード情報表示では黄色い字で表記され、パッシブ系特殊能力と区別される。
| 能力名         | 効果                                                                           | コスト | ソウル |
| -------------- | ------------------------------------------------------------------------------ | ------ | ------ |
| スナイプLV1    | 範囲2以内の任意ユニットにAP分のダメージ。                                      | 5      | -      |
| スナイプLV2    | 範囲3以内の任意ユニットにAP分のダメージ。                                      | 7      | -      |
| スナイプLV3    | 範囲4以内の任意ユニットにAP分のダメージ。                                      | 9      | -      |
| バーサーク     | 隣接する全ユニットと自分に2のダメージ。                                        | 3      | -      |
| 回転斬り       | 隣接する全ユニットに2のダメージ。                                              | 4      | -      |
| ブースト       | AP+2、DF+1の状態で攻撃を行うことができる。                                     | 4      | -      |
| 暗殺           | 範囲3以内でベース以外の任意ユニットを破壊する。                                | 7      | 1      |
| 足止め         | 隣接する任意ユニットを次ターン行動済みにする。                                 | 6      | 1      |
| 魔法詠唱       | 次に使うカードのコストを2減らす。ただし1未満にはならず、この効果は重複しない。 | 1      | -      |
| マインドリード | カードを一枚引く。手札が5枚以内でなければ使えない。                            | 5      | -      |
| 進化           | AP+2される。                                                                   | 4      | 1      |
| 盗賊の手       | 隣接する任意ユニットの付加カードをランダムで一枚奪う。                         | 3      | -      |
| 土精召喚       | 対象の土地の属性を土に変える。                                                 | 4      | -      |
| 水精召喚       | 対象の土地の属性を水に変える。                                                 | 4      | -      |
| 火精召喚       | 対象の土地の属性を火に変える。                                                 | 4      | -      |
| 風精召喚       | 対象の土地の属性を風に変える。                                                 | 4      | -      |
| 支配の号令     | 隣接する全ての土地を自軍の支配地にする。                                       | 5      | -      |
| 拠点破壊       | 自らと対象のベースを破壊する。                                                 | 2      | -      |
| ベースリペア   | 対象のベースのHPを3回復する。                                                  | 3      | -      |

パッシブ
ターン開始時、戦闘時、そのユニットが撃破された時等、それぞれに定められた条件を満たしている時、自動的にその効果を発揮する能力。コストやソウルを消費することなく発動する。
基本的には、戦闘を有利に運んだり、発動と共にHPを回復する等して恩恵をもたらすが、強力なユニットに対する制限としてマイナス効果を持つものもある。
画面上のカード情報表示では白い字で表記され、アクティブ系特殊能力と区別される。
| 能力名         | 効果 |
| -------------- | --- |
| 妄信           | 自軍ターン開始時にコストを3発生させる。                                                                             |
| 再生           | 自軍ターン開始時にHPが2回復する。                                                                                   |
| 攻撃魔法無効   | 攻撃スペルでダメージを受けない。                                                                                    |
| 即死防御       | 即死効果を持つスペルや特殊能力で破壊されない。                                                                      |
| 強化不可       | 強化・弱体化のスペルを付加できない。                                                                                |
| 援護攻撃       | このユニットと隣接したベース以外の自軍ユニットはAP+1。                                                              |
| 援護防御       | このユニットと隣接したベース以外の自軍ユニットはDF+1。                                                              |
| 共闘           | 同種のユニットがボード上に２体以上ある場合、自軍・敵軍の区別なく数えて1体ごとにAP+2・DF+1。                         |
| 修行の賜物     | 敵軍ユニットを1体破壊するごとに、AP+1・DF+1される。                                                                 |
| 強化効果1.5倍  | スペルによるAP・DFの増幅値が1.5倍切り上げとなる。                                                                   |
| 先制攻撃       | 戦闘時、一方的に相手を攻撃し、HPを0にできれば反撃されない。相手もこの能力を持つなら互いに無効。                     |
| 貫通           | 戦闘時、相手のDFを無視してダメージを与えることができる。                                                            |
| 防御スキル     | DF+1。 |
| 鉄壁           | DF+2。 |
| 大振りの見切り | 戦闘時、AP4以上の相手からの攻撃を無効化する。                                                                       |
| 土耐性         | 戦闘時、相手が土属性ユニットであればその攻撃を無効化する。                                                          |
| 水耐性         | 戦闘時、相手が水属性ユニットであればその攻撃を無効化する。                                                          |
| 火耐性         | 戦闘時、相手が火属性ユニットであればその攻撃を無効化する。                                                          |
| 風耐性         | 戦闘時、相手が風属性ユニットであればその攻撃を無効化する。                                                          |
| カウンター     | 敵軍ターンの間のみ、AP+3。                                                                                          |
| コダマ         | 戦闘時のみ、APが相手と同じ値になる。また、それ以外ではAPの値が変化しない。                                          |
| 相打ち         | 戦闘で破壊された場合、このユニットを破壊した相手も同時に破壊する。                                                  |
| 破産の種       | 戦闘終了時、敵軍のデッキからカードを一枚捨て札にする。                                                              |
| 言霊の力       | 戦闘終了時、戦闘の結果に関わりなく相手を破壊する。ただしベースは破壊できない。                                      |
| 逃避           | 戦闘を仕掛けられた時、ボード上から離脱して手札に戻る。 手札が五枚以上ある場合、このユニットは破壊され捨て札となる。 |
| 復活           | 破壊された時、召喚時と同等のコスト・ソウルを支払ってボード上に復帰できる。                                          |
| 形見の宝札     | 破壊された時、手札が四枚以下であればデッキからカードを一枚引く。                                                    |
| 癒しの宿命     | 破壊された時、自軍ドミネーターのHPを2回復する。                                                                     |
| ラストフラワー | 破壊された時、隣接する全てのユニットに2のダメージを与える。                                                         |
| 流浪の民       | 立ち止まった土地しか支配地にできない。                                                                              |
| 攻城           | ベースに戦闘を仕掛ける場合、AP+5。                                                                                  |
| 密偵           | 敵軍のベースを通過できる。                                                                                          |
| ベース効果無効 | ベースの効果範囲内に入っても、その影響を受けない。                                                                  |
| 召喚補助       | このユニットと隣接した土地にユニットを召喚する場合、支払うコストを1減らす。                                         |
| ドミネーター   | 「即死防御」と「強化不可」を併せ持つ。                                                                              |

### スペルカード
多彩な効果をもたらす魔法の技を発動するカード。一度の使用で捨て札となる使い捨てのカードだが、攻守に渡って戦術の幅を広げることができる。
スペルカードは、ターン開始時のカードフェイズだけではなく、バトルフェイズと呼ばれるユニット同士の戦闘時にも使用できる。戦闘時のスペル使用に関しては#戦闘の項を参照。
スペルを用いる対象は、ユニット、プレイヤー(の持つデッキや手札)、土地の三つに大別される。これらの内、ユニットに対して作用するものは特に種類が多い。
用途と効果から、以下のように分類できる。なお、付加系のスペルは、ユニット1体につき計6枚までしか累積できない。
ダメージ
ユニットのHPを減少させる攻撃スペル。カード毎に定められた一定の値だけHPを減らし、ダメージの値がランダムに上下することはない。これらのスペルは、「攻撃魔法無効」の特殊能力に無効化されてしまう。
「マジックボルト」「力の逆流」「アースノヴァ」等。
回復・復活
HPの減少したユニットを癒したり、HPが0になって捨て札となったユニットをボード上に復活させるスペル。
「癒しの雫」「命のカケラ」「闇からの帰還」等。
即死
ユニットカードのHPを強制的に0にしてしまうスペル。ボード上のユニットを、強制的に手札へ戻してしまうものも含まれる。これらのスペルは「即死防御」の特殊能力に無効化され、ドミネーターに対しても無効となる。
「黄昏の導き」「強者の贖罪」「ホームシック」等。
対手札・対デッキ
ボード上のユニットや土地ではなく、どちらかのプレイヤーを指定して使用するカード。手札やデッキに積まれたカードに干渉する。
「ど忘れ」「思いがけぬ来客」「未来破壊」等。
付加（強化・弱体）
主にユニットカードのAP・DFを増減させるスペル。また、パッシブ系特殊能力を持たせるスペルも基本的にはここに含まれる。特殊能力「強化不可」を持つユニットカードと、ドミネーターにはこれらのスペルを付加できない。
「湧き出す力」「おもちゃの剣」「闘いの予感」等。
付加（その他）
なんらかの状態変化、あるいは制限をユニットカードにもたらすスペル。効果を発揮すると自動的に付加が解除されるものもある。
「風の加護」「マジックバリア」「隠遁」等。
変化・変質（ユニット）
指定したユニットを根本的に異なるものへと変えてしまうスペル。付加系のスペルとは違い、そのユニットが破壊されることでしか効果が解除されない。
「鏡像実体化」「内通者の決起」「ひよこ虫の呪い」等。
変化・変質（土地）
指定した土地の状態を変化させるスペル。土地の色を塗り替えて支配地数（#土地とコストの項にて後述）を増減させたり、指定した土地をいずれかの属性地（#属性の項にて後述）にすることができる。
「侵略の飛び火」「空白の主」「陽炎に見る街」等。
受動
敵軍ターンのカードフェイズに割り込み、ユニットの召喚やスペルの発動を打ち消すことができるスペル。
「交渉妨害」「呪力消滅」「リバースマジック」等。

### ベースカード
地形や建築物等をボード上に召喚･配置するカード。三つの系統の中で最も数が少なく、16種類しか存在しない。ソウルが必要と設定されているものはなく、コストと維持コストのみ支払えばカードを使用できる。
ベースは他のユニットとは違い、HPはあるがAP・DF・移動力・特殊能力を持たない。移動したり敵軍ユニットに戦闘を仕掛けることはできず、敵軍ユニットから戦闘を仕掛けられた場合、無抵抗にHPを減らされるだけになる。なお、自力での移動はできないものの、スペルを用いてベースを動かすことは可能。
以下の二種類に分けられる。
範囲型
そのベースが配置された土地を中心とした一定範囲内のユニットに対して効果を及ぼすもの。範囲外のユニットに対しては無力なため、配置場所をよく考える必要がある。
「勇者の像」「癒しの泉」「対魔法結界」等。
その他
カードの効果範囲が「0」となっているもの。そのベースと他のユニットとの位置関係ではなく、それぞれに定められた条件下において効果を発揮する。
「魔晶石鉱山」「ガウガブルの農地」「破滅を刻む時計台」等。

## ルールとシステム
この節では、本作の基本的なゲームルールを解説する。これらのルールはあくまでも原則であり、一部のカードには当てはまらない。

### デッキと手札
本作では、ひとつのデッキが三十枚のカードから構成される。同じカードはひとつのデッキに三枚までしか入れることができないが、それ以外の制限は存在しない。とは言え、バランスを考えた上でカードを選ばなければ勝つことは困難。
編集・構築したデッキには名前を付け、セーブデータひとつにつき、三つまで保存が可能。
勝負が始まると、最初にデッキから四枚のカードが手札としてプレイヤーに配られる。以降、ターンが回ってくる度に一枚ずつカードを引く。手札は一度に六枚までしか持つことができない。六枚の手札を持ったままでターンを終え、次ターンで手札が七枚になってしまう場合は任意の一枚を選んで捨て札とする。デッキを使い切って引くカードがなくなった場合、捨て札となっている全てのカードをシャッフルして新たなデッキとする。この際、ドミネーターはペナルティとしてHPを5ポイント失う。

### ドミネーター
ドミネーターは勝敗を競うプレイヤーキャラクターそのものであり、ユニットの一種でもある。
システム上はユニットカードに近い扱いであるが、カードによって召喚されることはなく、最初からボード上に配置される。ゲームルール上での立場は、チェスのキングや、将棋の王将に近く、敵軍ドミネーターのHPを0にすると勝利、逆に自軍ドミネーターのHPが0になると敗北となる。
ドミネーターは他のユニットに比べて最大HPが圧倒的に多く設定されており（最も少ない者でも20）、互いに容易く撃破することはできない。つまりドミネーターはボスキャラ的な存在である。
また、ゲーム中に登場する全てのドミネーターは、例外なく特殊能力「ドミネーター」を備えている。その効果により、即死効果と強化・弱体系の付加スペルが無効化される。

### 土地とコスト
勝負の舞台となるボードは、白く小さな正方形のマス目で区切られており、このマス目のひとつひとつを「土地」と呼ぶ。ユニットが召喚・配置された土地、ボード上を移動したユニットが通過した土地、移動を終えたユニットが立ち止まった土地は、そのユニットが属する軍のシンボルカラー（青もしくは赤）に変化する。青赤いずれかの色に変化した土地は「支配地」と呼ばれ、それぞれの軍のものとなる。しかし、どちらかが既に支配地とした土地でも、もう片方の軍に属するユニットが後から進入すると、その土地の色は塗り替えられてしまう。
それぞれの軍の支配地の総数を「コンクエスト」と呼び、コンクエストに応じたコストが毎ターン開始時に供給される。土地一マスにつき一ポイントのコストとなる。コストはカードを使用するための代価となるものであり、コストが足りなければ手札にあるカードでもそれを使うことはできない。
コストとは、MPのようなものであり、「コンクエスト=最大MP」「カード毎に定められたコスト=消費MP」であると考えれば理解しやすいだろう。
序盤から使用可能な低コストカードと、コンクエストが広がってからでないと使えないが、強力な効果を秘めた高コストカード。勝つためには、これらの両方をバランス良く使いこなすことが重要になる。

### ユニット
この項では、ドミネーター以外の「カードで召喚・配置されるユニット」全般、つまりユニットカードとベースカードの両方に共通する性質について記す。
ユニットの召喚は、基本的に自軍のドミネーターやユニットと隣接した土地にのみ可能。実際にユニットを召喚するには、まずコストが必要となり、召喚後もそのユニットがボード上に存在し続けるための維持コストを毎ターン支払わなければならない。何ポイントのコストを支払うかはユニット毎に決まっている。コストと維持コストは、基本的に「強い」とされるユニットほど高く設定されている。
召喚されたユニットのHPが0になることを「破壊」と呼ぶ。ユニットが破壊されるとそのユニットはボード上から退場し、捨て札送りとなる。コンクエストが足りなくなり、召喚したユニットの維持コストが支払えない場合、維持コストが支払える枠内に収まるようにユニットを選択・破棄する。この際、そのユニットの破壊を発動条件とした特殊能力は発動しないが、ソウルは発生する。

### 戦闘
ユニットがボード上を移動し、属する軍の異なるユニット同士が隣接すると、移動してきた側のユニットは隣接した敵軍ユニットに戦闘を仕掛けることができる。
戦闘が発生し、ボード上でのアクションフェイズから戦闘フェイズに画面が切り替わると、プレイヤーはユニットの行動開始前に手札からスペルカードを一枚だけ選択し使用できる。この時に選べるスペルは、戦闘時の使用に対応している種類のもののみとなっている。
戦闘が始まると、両軍のユニットは互いに一度ずつ攻撃し合い、APの値だけそれぞれのHPを減らす。基本的に先攻･後攻の概念はないが、どちらか片方が特殊能力「先制攻撃」を持っていればその限りではない。
スペルによる攻撃はユニットの攻撃・特殊能力よりも優先して処理され、スペルによる攻撃でユニットが破壊された場合、ユニットが攻撃行動に移ることなく戦闘は終了となる。

### ソウル
ユニット同士の戦闘やスペルカードによる攻撃等によって、ユニットが破壊されると、そのユニットを失った側にソウルが発生し、破壊されたユニット一体につき一ポイントのソウルを得られる。強力なカードやアクティブスキルには、コストに加えてソウルも必要となるものが多い。
また、カードを使用したいがそのためのコストが足りない時には、ソウルをコスト代わりに支払うことも可能。これを行う場合、ソウル一ポイントをコスト一ポイントとして計算する。

### 属性
一部のユニットカードと土地には属性と呼ばれる特性が設定されている。属性は「火」「水」「土」「風」の四種類が存在し、それぞれ赤・青・黄・緑の色で表される。属性を持つ土地を「属性地」と呼ぶ。属性地のマス目はそれぞれの属性の色で縁取りされ、無属性の土地と区別される。
属性を持つユニットを召喚する際、召喚するユニットと同属性の土地であれば自軍ユニットと隣接していない離れた土地であっても召喚が可能。また、ボード上の属性地の配置は各ステージ毎に決まったものに固定されている。
属性を持つユニットが自身と同じ属性の土地に居る間、そのユニットはAPとDFに+1の修正を得る。この効果は、ユニットが無属性・他属性の土地へ移動すると失われる。

### 評価とカードの入手
ストーリーモードで敵ドミネーターとの勝負を終えると、最大で十枚のカードを新たに取得できる。この時に貰えるカードの種類は、相手ドミネーター毎に決められている。終了時のプレイヤーの状態によって評価が下され、その評価次第ではレアリティの高いカードを複数入手することも可能。高評価を得る条件としては、以下のようなものが主に関わる。
- なるべく少ないターン数で勝利する。
- なるべく多くの土地を支配した状態で勝利する。
- 保持ソウル数を0にした状態で勝利する。
- なるべくHPを減らした状態で勝利する[6]。

## あらすじ
太古に封印された邪神ヘルガイアが眠る異層神殿カルディナルアーク。ヘルガイア復活の兆しを感じ取って眠りから目覚めた神殿の守護者エグマは、地上に散らばるスペクトラルカードを持つ者達を神殿へと呼び集める。封印の欠片でありヘルガイアの力を宿したスペクトラルカードを持つドミネーター達。彼等の中のいずれかが、ヘルガイアに勝利し再び封印を成せるかもしれない。エグマにとってそれは賭けであった。

## 登場人物
以下の十一名は全員がカードを操るドミネーターとして登場する。ガラハド・ヘルガイア・アース以外の八名は本作が初出となるキャラクター。
- ガラハド

人間。男。19歳。
初出は『学園都市ヴァラノワール』。本作の主人公。祖父がお守りとして持っていたスペクトラルカードによって神殿に導かれる。無類の賭け事好きで、ヘルガイアに対してもあくまで「賭け」として臨む。
ドミネーターとしては、敵ユニットのDFを無視できる「貫通」の特殊能力を持つのが特徴。ただし、本作に登場するユニットの大半は元からDFが0なのでその恩恵を受けられる局面は少ない。
- エグマ

魔族。男。2000歳以上。
異層神殿の守護者であり、邪神の封印の守り手。ガラハド達を呼び寄せた張本人。永い時を生きているが、外見は若い少年。元は大魔王ジャネスの腹心で、守護者の使命と共に封神札「ジャネスの常闇」を託されている。
本作のチュートリアル役であり、本編が始まると最初のステージでガラハド（プレイヤー）にゲームの基本を授けてくれる。
- シャイア

人間。女。17歳。
トレジャーハンターの家系に生まれた少女。シャベルを武器として使う。祖父から封神札「メルセドアの翼」を受け継いでおり、カルディナルアークの存在も神殿に召喚される前から知っていた。ハンターとしての実力には恵まれておらず、これまでまともに財宝にありつけたことはない。
「先制攻撃」の特殊能力を持ち、使うユニットにも「先制攻撃」持ちが多い。加えて移動力を上げるスペルも使ってくるという、スピード重視傾向のドミネーター。
- イグルス

魔族。男。25歳。
軍人の名家出身の軍師。軍師としては優秀でも、個人の武勇には劣る自分に劣等感を抱いている。それゆえ力に固執し、ヘルガイアの力を我が物にしようと動く。
隣接した味方ユニットを強化する「援護攻撃」と「援護防御」の特殊能力を併せ持つ。軍人らしく、剣士や騎士の姿を持つカードを多く含んだデッキ構成が特徴。
- レフィーナ

人間。女。16歳。
自然神を信仰するムロマチの巫女。戦争で両親を亡くしている。ヘルガイアに身体を乗っ取られて操られており、その手足となってガラハドの前に立ち塞がる。
毎ターン3ポイントのコストを自動で得られる「妄信」の特殊能力を持ち、使うユニットもコストを増やしやすいものが揃っている。
- シェリエラ

人間。女。21歳。
遺跡の研究者。スペクトラルカードは研究の対象として所持していた。力や財宝を求める他のドミネーターと違い、あくまで神殿の調査を目的としている。その研究意欲は、ガラハドを助手として勧誘しようとするほど。
銃の使い手で、一方的に離れた敵ユニットを攻撃できる「スナイプLV1」の特殊能力を持っている。そのため、配置やぶつけるユニットをよく考えて戦う必要のある相手である。
- シモン

人間。男。39歳。
盗掘屋。所持していたスペクトラルカードも盗掘で手に入れたもの。ガラハドとは旧知の仲で、情報屋としても名を知られている。
他のドミネーター達と違って「ドミネーター」以外の特殊能力を持たない代わりに移動力が高い。
- フェルアンダー

人間。男。23歳。
自称「正義の勇者」だが、その実体は幼稚で身勝手なならず者。ガラハドに敗れたイグルスにそそのかされてガラハドに勝負を挑んでくる。
隣接する周囲4マスの土地上のユニットを攻撃する「回転斬り」の特殊能力を持つため、安易に囲むと大きな被害を受けることも。
- ワイズ

闇エルフ。女。216歳。
戦争で住んでいた村を魔族に滅ばされた魔法使い。復讐する力としてヘルガイアを求めている。
ユニットの召喚コストを下げる「召喚補助」や、スペルカードでダメージを受けなくなる「攻撃魔法無効」の特殊能力を持つ。
- ヘルガイア

初出は『スペクトラルフォース』。遠い昔、五柱の神々によってカルディナルアークに封印された邪神。地上に争いと混沌が満ちたため封印が弱まり、復活に向けて動き出す。人間の尺度では邪神と呼ばれているが、元来は自然神でありネバーランドの意思が具現した存在。
神だけあって全ての基本能力値が段違いに高い。
- アース

初出は『砂のエンブレイス』。本作の最終ボス。封印の綻びを危惧して神殿に降り立った天界の神。ガラハドとの間で「全ての封神札を集め、勝負に勝てばヘルガイアを封印する力を貸す」という「賭け」を交わす。
ヘルガイア以上に高い基本能力値に加え、毎ターンHPが回復する「再生」の特殊能力も備える。加えて「回転斬り」まで使えるという死角のない強敵。

## 封神札
邪神ヘルガイアを封印する力を宿した一枚のカードと、ヘルガイアをカルディナルアークに封印した五柱の神々の力を宿した五枚のカードから成る。いずれもレアリティは最高位の6。分類上はスペルカードだが、カードイラストの縁取りのデザインが他のスペルカードとは少し異なっている。他の200種類のカードが十枚まで集められるのに対し、封神札はそれぞれ一枚のみ入手可能。必要量はそれぞれ異なるが、6枚全てが効果の発動にソウルを必要とする。
- コリーアの聖光

ストーリーモードを進めると登場する他の封神札と違い、隠しカードのような扱いになっているカード。「ユーロの足枷」を入手し、総勝利数が50勝に達すると手に入る。
最大4体まで自軍の墓地からユニットを復活させることができる。消費ソウル数は2。
- ジャネスの常闇

エグマが大魔王ジャネスから管理を任されたカード。
ボード上全てのユニットの維持コストを2倍にしてしまう。消費ソウル数は2。この効果は重複せず、勝敗が決するまで持続する。
- ヘルガイアの息吹

ストーリーモードのエンディングで、アースとの賭けに勝ったガラハドの手に託されることになるカード。
自軍ユニット全てのAPとDFを+1する。この効果は付加スペル扱いではないため、ドミネーターや「強化不可」を持つユニットに対しても有効。消費ソウル数は3。この効果は重複せず、勝敗が決するまで持続する。
- ユーロの足枷

一度ガラハドに敗れたイグルスが神殿内で発見したカード。
発動した時点でボード上に存在した両軍全ユニットの基本移動力を1に固定してしまう。このカードの発動よりも後にボード上に召喚されたユニットに対しては無効。また、「風の加護」などの付加スペルで増加したぶんには影響しない。例えば、「ユーロの足枷」を使った後にあるユニットに「風の加護」を2枚付加した場合、そのユニットの移動力は3となる。消費ソウル数は1。この効果は勝敗が決するまで持続する。
- メルセドアの翼

最初に手に入る封神札で、シャイアが祖父から受け継いだカード。
自軍ユニット全ての移動力を+1する。消費ソウル数は2。この効果は重複せず、勝敗が決するまで持続する。
- イプシロンの加護

シェリエラが神殿内を探索して発見したカード。
このカードを使用した後、自軍に発生するソウルの値が2倍になる。消費ソウル数は2。この効果は重複せず、勝敗が決するまで持続する。

## その他・脚注
- 攻略本

『カルディナルアーク 〜混沌の封札〜 公式ガイド』 ISBN 9784757181489
NTT出版刊。全カードリスト、カードの入手法則、開発者インタビュー、設定画等を収録掲載。
- 脚注

1. ↑  マニュアル16頁、19頁。
2. ↑  唯一、「復活」だけは例外。
3. ↑  「即死防御」を付加する「祝福の光」は例外。
4. ↑  属性を持つユニットカードはこれに当てはまらない。また、スペルの効果によってその制限を無視することも可能。
5. ↑  維持コストが0のユニットも少数だが存在する。
6. ↑  ノーダメージで勝利した場合よりも良い評価が得られるように設定された理由は不明。
7. ↑  付加したユニットの移動力を+1するスペル。